# Stepan Sus

Bischofswappen von Stepan Sus

Stepan Sus (ukrainisch Степан Сус; * 7. Oktober 1981 in Lwiw, Ukrainische SSR) ist ein ukrainischer Geistlicher und Kurienbischof im ukrainisch griechisch-katholischen Großerzbistum Kiew-Halytsch.

## Leben
Stepan Sus studierte am Theologischen Seminar des Heiligen Geistes in Lwiw. Anschließend wurde er 2005 zum Diakon geweiht und empfing am 30. Juni 2006 das Sakrament der Priesterweihe. Er diente als Kaplan an der Akademie der Landstreitkräfte und anderen Bildungseinrichtungen in Lwiw und war zwischen 2008 und 2012 verantwortlich für die Seelsorge der Soldaten in der Erzeparchie Lemberg der ukrainisch griechisch-katholischen Kirche.
Die Synode der Bischöfe der ukrainisch griechisch-katholischen Kirche wählte ihn zum Kurienbischof im Großerzbistum Kiew-Halytsch. Am 15. November 2019 ernannte ihn Papst Franziskus zum Titularbischof von Zygris. Die Bischofsweihe spendete ihm am 12. Januar 2020 Swjatoslaw Schewtschuk, Großerzbischof von Kiew-Halytsch. Mitkonsekratoren waren Ihor Wosnjak, Erzbischof von Lemberg, und Paul Patrick Chomnycky, Bischof von Stamford.
2015 erhielt Stepan Sus den ukrainischen Orden „Für Verdienste“ Dritter Klasse.